# 金谷川 (福島市)
金谷川（かなやがわ）は、福島県福島市の町丁である。郵便番号は960-1248。

## 地理
福島市南部の松川地域に属し、地区中部に位置する。北から東にかけ松川町浅川と、南から西にかけ松川町関谷とそれぞれ隣接する。1999年に当時松川町浅川に所在していた福島大学が、設立50周年記念事業に合わせ、大学敷地の地名を最寄り駅としてなじみのある金谷川駅（現在も松川町関谷に所在）から取り変更し設置された。上町に所在する福島警察署及び松川町浅川に所在する福島南消防署がそれぞれ管轄にあたる。

## 歴史
- 1999年（平成19年） - 福島大学の敷地内の地名・地番が松川町浅川より変更され設置される。

## 世帯数と人口
2022年（令和4年）5月31日現在の世帯数と人口は以下の通りである。
| 大字   | 世帯数  | 人口  |
| ------ | ------- | ----- |
| 金谷川 | 271世帯 | 271人 |

## 小・中学校の学区
市立小・中学校に通う場合、学区は以下の通りとなる。
| 番地 | 小学校               | 中学校             |
| ---- | -------------------- | ------------------ |
| 全域 | 福島市立金谷川小学校 | 福島市立松陵中学校 |

## 交通

### 鉄道
域内に鉄道施設は存在しない。
- 南西側の階段を下りた先の松川町関谷地内にJR東北本線金谷川駅が所在する

### 道路
大学敷地内であるため域内に一般公道は存在しない。

### バス
域内にバス停は存在しない。
- 大学の取付道路を東へ出た先の松川町浅川地内の福島県道114号福島安達線（旧国道4号）上に福島交通の金谷川バス停が所在する。

## 施設
- 福島大学